# Peter Rodrigues
Peter Joseph Rodrigues (født 21. januar 1944 i Cardiff, Wales) er en walisisk tidligere fodboldspiller (forsvarer).
Rodrigues startede sin karriere hos Cardiff City i sin fødeby, inden han i 1965 rejste til England. Her var han tilknyttet først Leicester City og siden Sheffield Wednesday og Southampton. Han var anfører for det Southampton-hold, der sensationelt vandt FA Cuppen i 1976 efter finalesejr over Manchester United, klubbens første større titel nogensinde.
Rodrigues spillede desuden 40 kampe for det walisiske landshold.

## Titler
Engelsk FA Cup
- 1976 med Southampton